# Байк-шоу

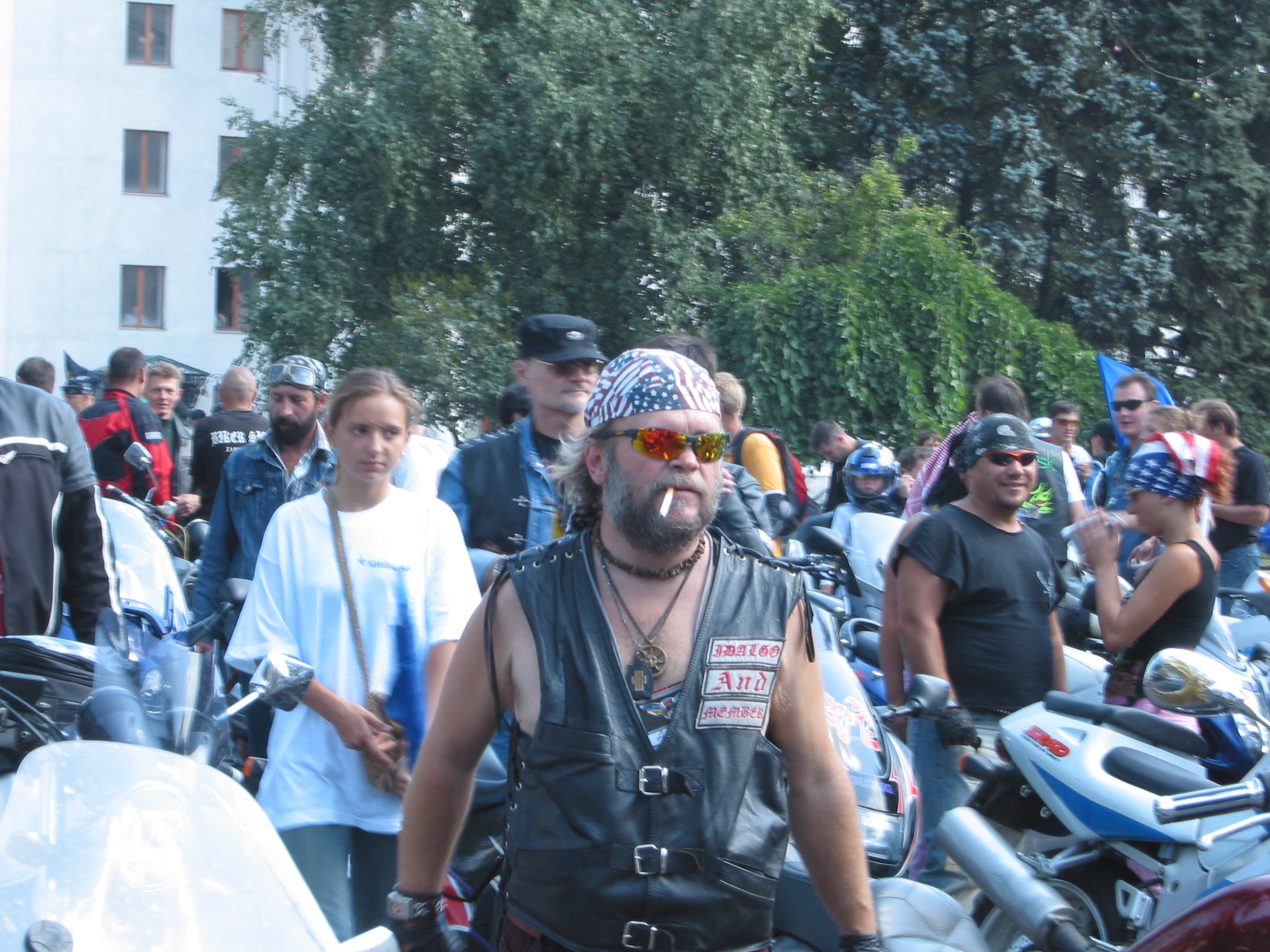
Зліт байкерів в Донецьку

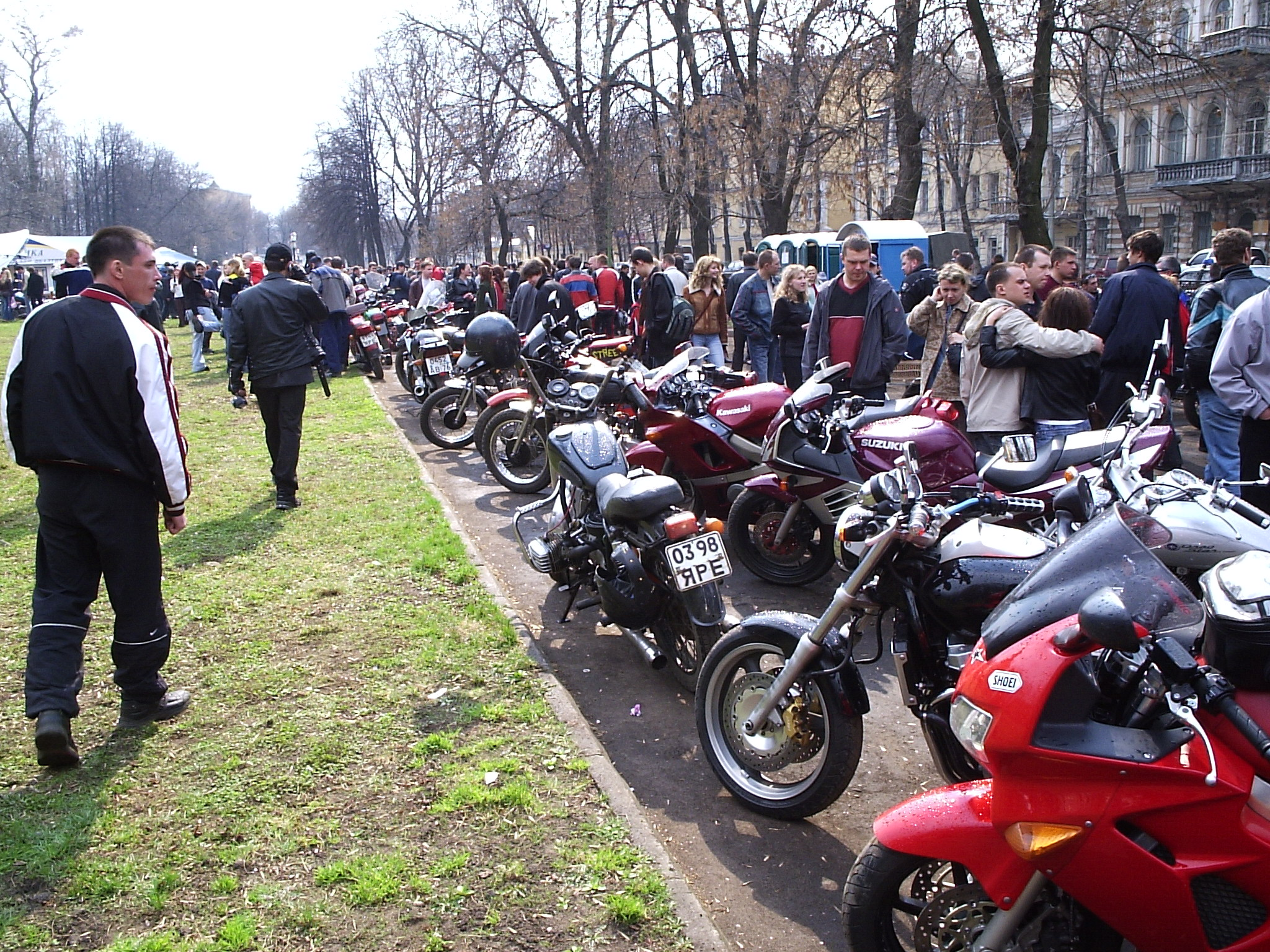
Відкриття сезону в Ярославлі

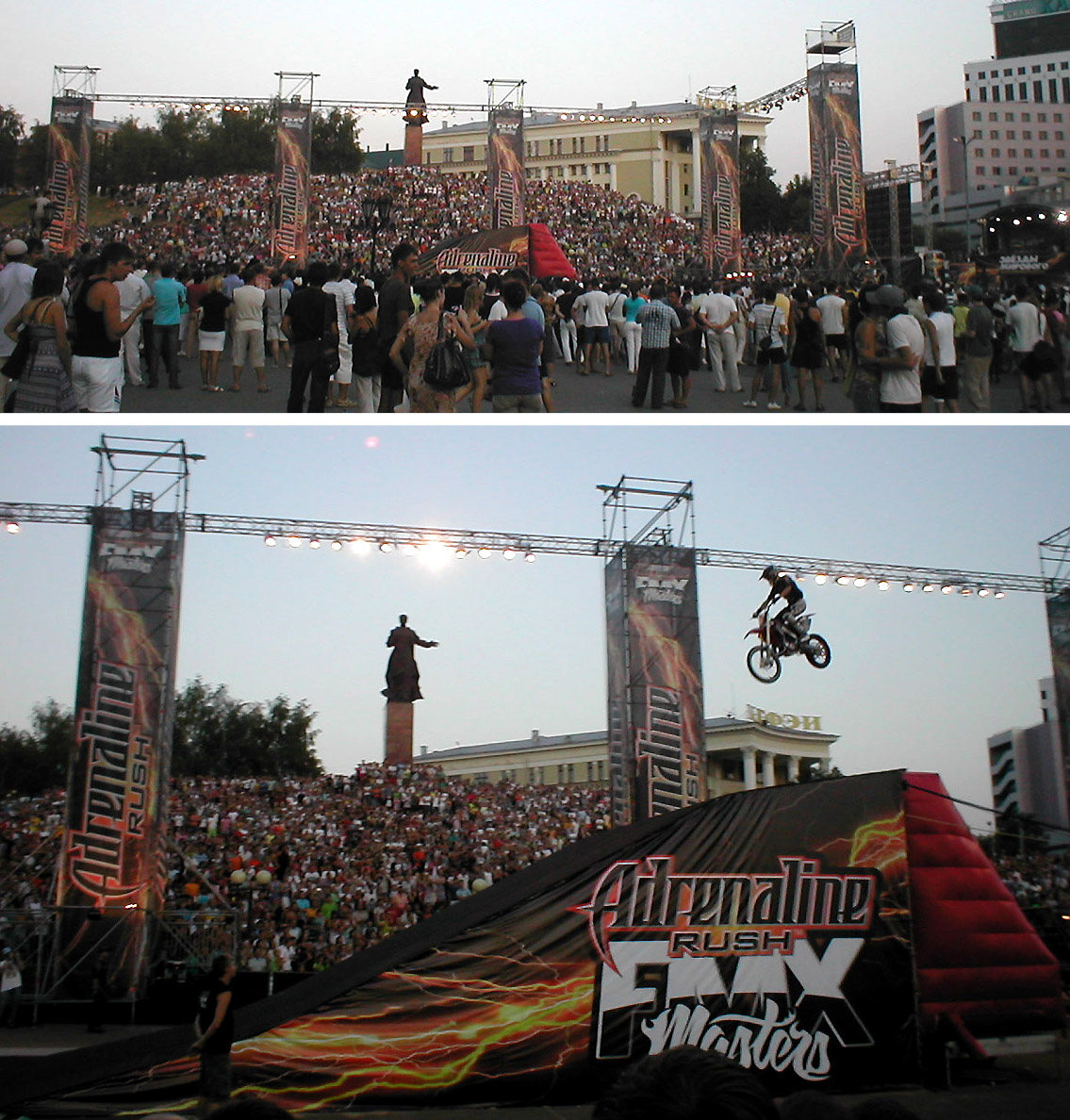
Каскадерські мотошоу в Казані

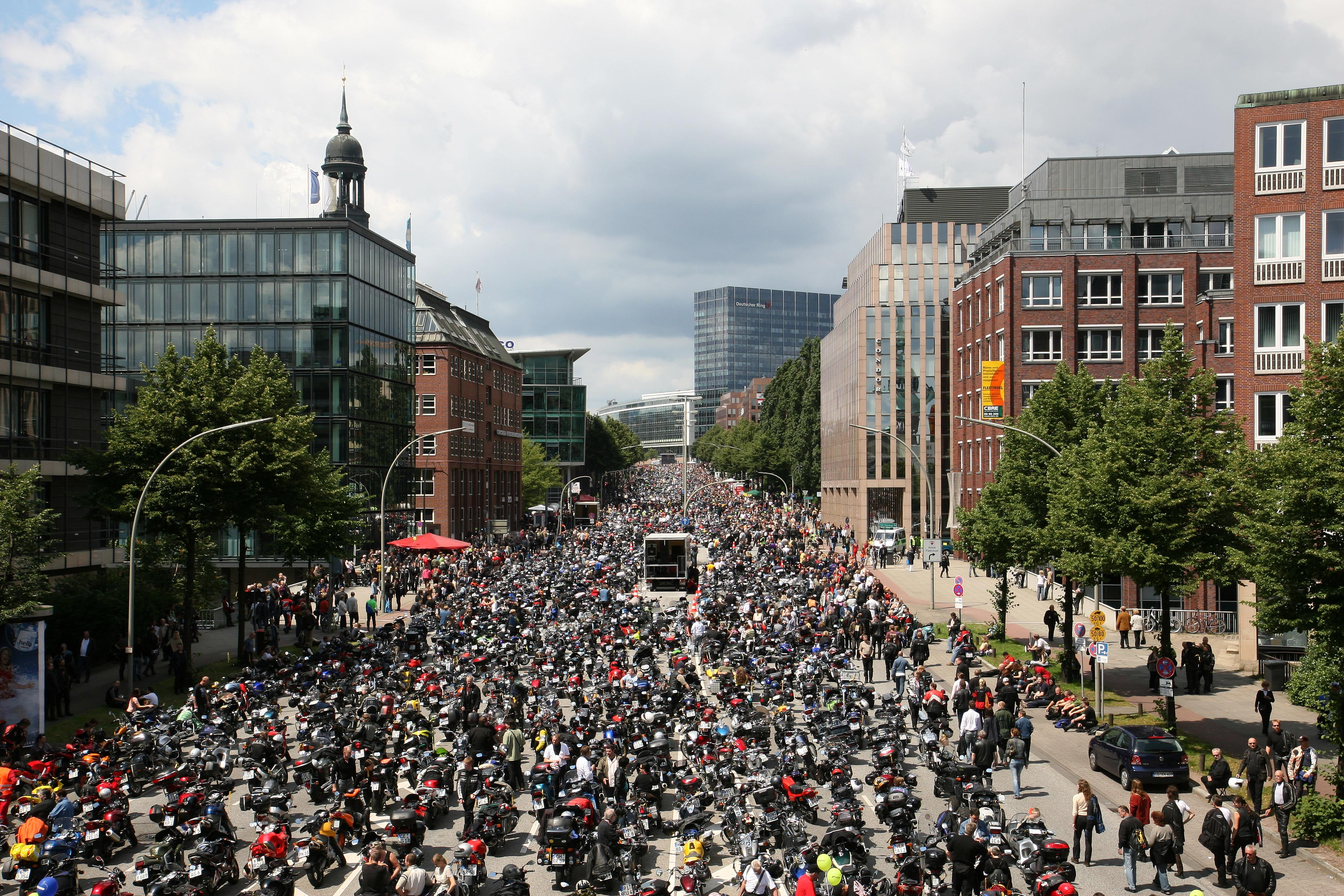
Масове байк-шоу в Гамбурзі

Байк-шоу (інша назва — байк-фест) — фестиваль, організований байкерами для байкерів. Зазвичай подібні заходи проводяться традиційно, як правило щорічно. Організаторами можуть бути як байк-клуби (вони ж мотоклуби, MC або MCC), так і великі виробники мототехніки, як це робить компанія Harley-Davidson. Мотопробіг на честь 105-річчя компанії Harley-Davidson
Існують як закриті байк-шоу, учасники яких запрошуються або записуються заздалегідь, так і відкриті, в яких може взяти участь будь-хто. Останніх значно більше, тому байк-шоу — дуже демократичний захід. У більшості випадків необов'язково навіть наявність мотоцикла, позаяк вважається, що байкер — це стан душі, і він може тимчасово обходитися без мотоцикла. Є байк-шоу, організовані тільки для членів певних клубів (як правило, міжнародних), або для власників мотоциклів певної марки. Найчисленнішим є байк-шоу в Стерджисі (США), куди з'їжджаються сотні тисяч мотоциклістів з усього світу.
До байк-шоу можна зарахувати регулярні відкриття і закриття мотосезону, які щорічно проводяться практично в кожному місті Росії, де є активно чинні байк-клуби. Звичайна програма проведення байк-шоу — проїзд колоною мотоциклів по місту (він називається «прохват»), виїзд на місце проведення («поляна»), виступ музичних груп і різні конкурси. Одночасно можуть проводитися змагання з різних видів мотоциклетного спорту — драг-рейсинг (гонка на 402 метри), виступи стант-райдерів (каскадерські трюки на мотоциклах), а також виставка кастоми (саморобних мотоциклів).
Масштаби байк-шоу різні. Проводяться як великі заходи за участю великої кількості людей і мотоциклів "GOBLIN-SHOW" Одеса, "Тарасова Гора",  "Дорога на Січ" Черкаси, Україна, Мотоярославец, Ірбит,  Тамані, Байк-Шоу в Калінінграді , Байк-Шоу в Севастополі , фестиваль «Обличчям до океану» на Далекому сході), BIKE-OPEN БЕРЕГ МАУГЛІ фестиваль в Нижньогородської області БЕРЕГ МАУГЛІ [Архівовано 5 березня 2021 у Wayback Machine.], міжнародний байк-фестиваль («Брест 2009», 2011 рік) , так і «камерні»заходи (ВСІЖ — загальний з'їзд іжатників).